# 石堂藍
石堂 藍（いしどう らん、1960年1月29日 - ）は、日本の書評家、文芸評論家、フリー編集者。幻想文学の評論を中心に活躍する。本名、川島徳絵。

## 略歴
- 1960年1月29日 - 埼玉県浦和市に生れる。
- 都立日比谷高等学校を経て[1]、早稲田大学第一文学部文芸専修卒。卒論は吉田一穂。「幻想文学会」に参加。
- 1982年〜2003年 - 『季刊 幻想文学』、東雅夫と編集・発行人。

- ペンネームは、C.R.マチューリン『放浪者メルモス』のヒロイン、イシドーラから取った[2]。

## 著作
- ファンタジー・ブックガイド （国書刊行会、2003年12月）

### 共著
- 幻想文学1500ブックガイド （東雅夫との共編著、国書刊行会、1997年）
- 死の本 （荒俣宏・京極夏彦ほか共著、光琳社出版、1998年）「死をめぐる神話群」を寄稿
- 世界文学あらすじ大事典（全4巻、2005-2007年、国書刊行会、横山茂雄との共同監修・共著）
- 図解雑学 世界の天使と悪魔 （今松泰・吉田邦博との共著、ナツメ社、2009年）
- 日本幻想作家事典 （東雅夫との共著、国書刊行会、2009年）
- 映画の生体解剖Ｘ映画術: 何かがそこに降りてくる Kindle版 稲生平太郎、高橋洋、塩田明彦(著), 石堂藍(編集) かなざわ映画の会 2015年
- 『映画の生体解剖 vs 戦慄怪奇ファイル コワすぎ！: 映画には触れてはいけないものがある Kindle版』稲生平太郎、白石晃士、高橋洋(著)、石堂藍(編集) かなざわ映画の会 2016年
- 少女マンガの宇宙 SF&ファンタジー1970-80年代（図書の家（小西優里、岸田志野、卯月もよ）編　編集協力・石堂藍、立東舎、2017年)
- 『映画の生体解剖✕霊的ボリシェヴィキ: 霊・物質・言葉 Kindle版』（稲生平太郎、高橋洋、武田崇元(著)、石堂藍 (編集) えいがの会 2018

### 解説
- 皆川博子『薔薇忌』（集英社文庫）
- 神林長平『死して咲く花実のある夢』（ハヤカワ文庫JA）
- J.グレゴリイ・キイズ『神住む森の勇者』（ハヤカワ文庫FT）
- 篠田真由美『彼方より』（講談社）
- 《書物の王国》シリーズ『奇跡』編纂・解題（国書刊行会）
- 山尾悠子『山尾悠子作品集成』解題（国書刊行会）
- 上橋菜穂子『月の森に、カミよ眠れ』解説（偕成社文庫）
- 篠田節子『ハルモニア』（文春文庫）
- エリザベス・ヘイドン『プロフェシイ』（ハヤカワ文庫FT）
- テリー・グッドカインド『魔界の神殿』（ハヤカワ文庫FT）
- ひかわきょうこ『彼方から3』（白泉社文庫）
- ロバート・ジョーダン『新たなる春』（ハヤカワ文庫FT）
- デイヴィッド・エディングス『予言の守護者』（ハヤカワ文庫FT）
- シオドア・スタージョン『夢みる宝石』（ハヤカワ文庫SF）
- 山田南平『紅茶王子6』（白泉社文庫）
- マイケル・ムアコック『杖の秘密』（創元推理文庫）
- ロバート・ジョーダン『竜神飛翔1』（ハヤカワ文庫FT）
- ジョージ・R・R・マーティン『王狼たちの帰還1』（ハヤカワ文庫FT）
- ロバート・ジョーダン『竜神飛翔6』（ハヤカワ文庫FT）
- マイクル・ムアコック『軍犬と世界の痛み』（ハヤカワ文庫SF）
- R.A.サルバトーレ『クレリック・サーガ／忘れられた領域 ／ 森を覆う影』
- レイモンド・E・フィースト『王国を継ぐ者』（ハヤカワ文庫FT）
- エレン・カシュナー,デリア・シャーマン『王と最後の魔術師』（ハヤカワ文庫FT）
- 津原泰水『綺譚集』（創元推理文庫）
- ケアリー『クシエルの使徒』（ハヤカワ文庫FT）
- ロビン・ホブ『黄金卿の狩り』（創元推理文庫）

### 『幻想文学』掲載ブックガイド
- 10号 - 鉱物幻想100景（諸星翔と共同執筆）
- 12号 - インクリングズを読む
- 21号 - ロシア幻想文学必携（諸星翔と共同執筆）
- 23号 - ゴシック・ホラー10選
- 24号 - 大正―昭和メルヘン & ファンタジー必携
- 28号 - 吸血鬼文学必携（諸星翔と共同執筆）
- 32号 - 人形幻想（諸星翔と共同執筆）
- 33号 - 日本幻想文学テーマ別220選（東雅夫と共同執筆）
- 34号 - ケルト幻想作家名鑑（東雅夫と共同執筆）
- 35号 - 鏡花全作品ガイド（須永朝彦・東雅夫・服部正と共同執筆）
- 36号 - 悪魔文学館
- 38号 - 幻想時代小説・妖人妖魔キャラクター事典 / 幻想時代小説・作品便覧
- 40号 - 幻想ベストブック分野別展望（ファンタジー・SF・純文学）
- 41号 - ジュヴナイル・ホラーガイド
- 42号 - 乱歩の幻想小説
- 43号 - 死後の文学館 / 死後の資料館
- 44号 - 中国怪談を読む / 中国幻想文学案内 / 中国幻想文学資料館
- 45号 - アメリカ幻想文学基本図書360選（諸星翔と共同執筆）
- 46号 - 夢文学必携
- 48号 - 建築幻想文学必携
- 49号 - ファンタスティック映画案内（渡電と共同執筆） / 映画と幻想文学
- 52号 - 猫ファンタジー・ガイド
- 53号 - 至高の音楽を求めて――幻想音楽小説120
- 54号 - 滅びを志向する文学
- 55号 - 過剰と逸脱と越境の系譜～幻想ミステリ
- 56号 - 金牛宮は再生の時を告げる
- 58号 - 挑戦するファンタジー
- 59号 - 幻想のラテンアメリカ・ボルヘスを読む
- 60号 - 幻想ベストブック分野別展望（叢書・純文学・ファンタジー・SF・ミステリ・児童文学・文芸評論・人文書・思想書・美術書）
- 62号 - 魔都へのいざない
- 64号 - 幻想動植物の世界
- 67号 - オリエンタリズム（最終号）
- 別冊6号 - 日本幻想作家名鑑（東と共編、1991年）、第13号まで発行